# Euro NCAP

Logo des Euro NCAP

Euro NCAP (englisch European New Car Assessment Programme ‚Europäisches Neuwagen-Bewertungs-Programm‘) ist eine Gesellschaft europäischer Verkehrsministerien, Automobilclubs und Versicherungsverbände mit Sitz in Brüssel. Die Organisation führt Crashtests mit neuen Automobiltypen durch und bewertet danach und anhand der verfügbaren Sicherheitssysteme ihre Sicherheit. Die Tests sind nicht gesetzlich vorgeschrieben, sondern dienen lediglich der Information der Verbraucher.
Nur Bewertungen desselben Jahrgangs sind vergleichbar. Seit Februar 2009 wird die gesamte Sicherheit des Fahrzeugs mit bis zu fünf Sternen ausgezeichnet; vorher bekam jedes Fahrzeug in mehreren Kategorien bis zu fünf Sterne.
Euro NCAP ist Mitglied von Global NCAP, einem weltweiten Verband für Fahrzeugsicherheit.

## Geschichte
Euro NCAP wurde Ende 1996 für das britische Verkehrsministerium (Department for Transport) vom Transport Research Laboratory (TRL) gegründet. In den Folgejahren schlossen sich weitere europäische Institutionen dem Programm an. Die International Consumer Research & Testing (ICRT) als Dachorganisation zur Verwaltung von gemeinschaftlich durchgeführten vergleichenden Warentests, Markt- und Produktrecherchen ist ebenso wie Automobilklubs ADAC und ACI Euro-NCAP-Mitglied.
Anfang 1997 wurden die ersten Bewertungen veröffentlicht. Der Volvo S40 erhielt damals mit 4 Sternen die höchste Wertung, während die meisten anderen Fahrzeuge wie der Ford Fiesta 3 Sterne oder wie die Mercedes-Benz C-Klasse 2 Sterne bekamen. Seitdem ist eine erhebliche Verbesserung des Sicherheitsniveaus zu verzeichnen. Der Renault Laguna erreichte beispielsweise 1997 nur 2 Sterne, das Nachfolgemodell erreichte 2001 zeitgleich mit dem Saab 9-5 als erste Fahrzeuge überhaupt 5 Sterne. Mittlerweile sind 5 Sterne für den Insassenschutz Standard.
Neuere Erkenntnisse über Unfälle und deren Ursachen fließen kontinuierlich in neue Anforderungen der Testbedingungen ein. So wurde das Testprogramm mit der Zeit um zusätzliche Tests ergänzt sowie die Bewertungskriterien verschärft.
Während in den ersten Jahren ausschließlich die Ergebnisse der Crashtests bewertet wurden, fließt zunehmend die Bewertung der aktiven Sicherheitssysteme in die Gesamtwertung ein.

## Bewertung
Die getesteten Fahrzeugmodelle verfügen nur über die Sicherheitsausstattung, mit der sie in allen Ländern der Europäischen Union serienmäßig ausgestattet sind. Unter Umständen fehlen daher Sicherheitssysteme wie Gurtstraffer und Seitenairbags, die in einzelnen Ländern nur gegen Aufpreis oder nur in bestimmten Modellen erhältlich sind. Seit 2016 ist auch eine Doppelbewertung möglich. Auf Wunsch des Herstellers kann hier eine zweite Bewertung mit den optional erhältlichen Sicherheitspaketen vorgenommen werden.

## Teststandards

### Schutz erwachsener Insassen

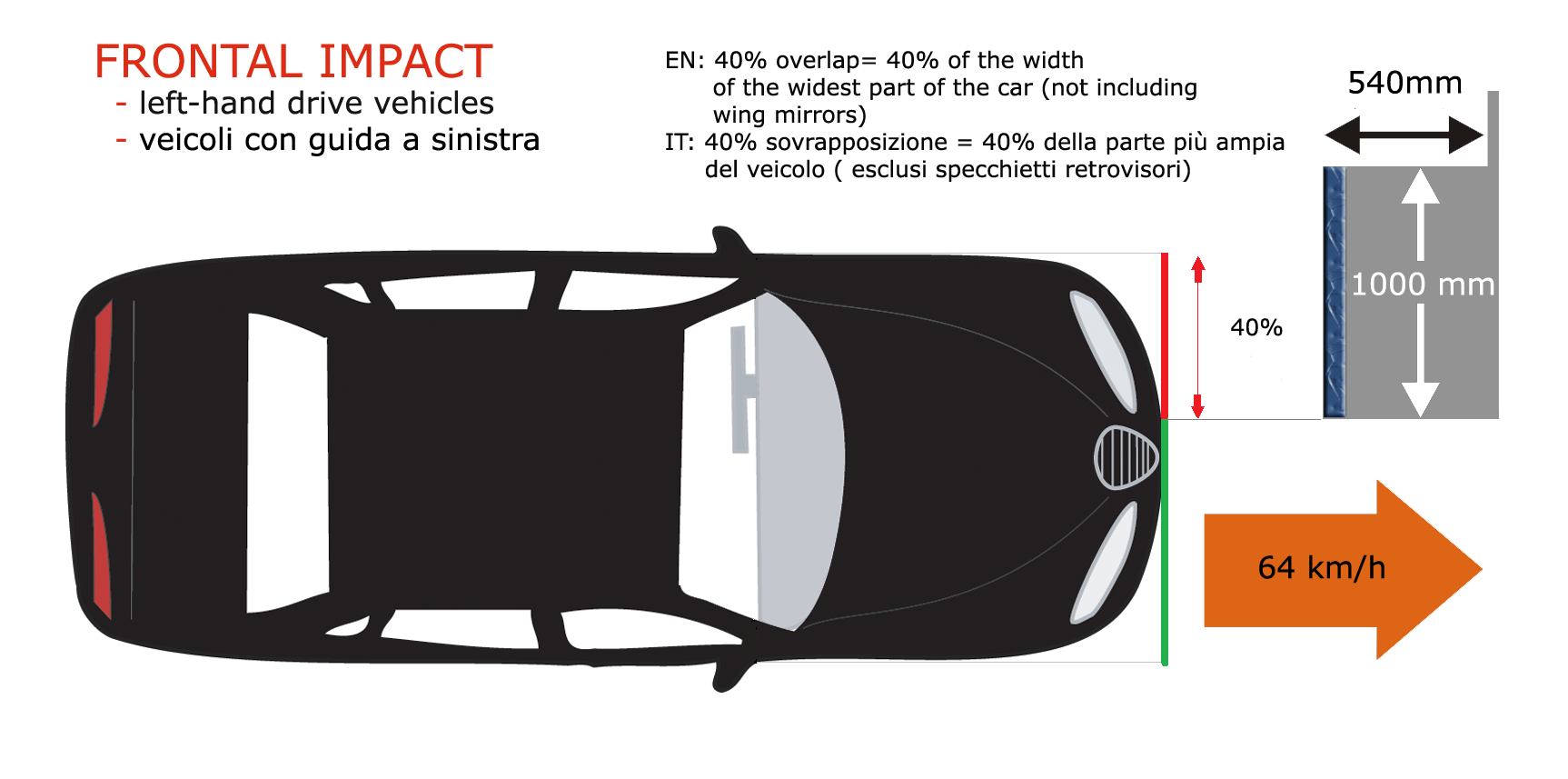
Frontalaufprall

Der Testabschnitt besteht aus vier einzelnen Crashversuchen. Beim Offset-Frontalcrash prallt das Fahrzeug mit einer Geschwindigkeit von 64 km/h und einer Überdeckung von 40 % (bezogen auf die Breite der Barriere) auf eine Aluminiumbarriere. Der Test simuliert einen Zusammenstoß zweier gleicher Fahrzeuge, die jeweils 50 km/h schnell fahren. Das Fahrzeug ist auf den Vordersitzen mit HIII 50 % Dummys besetzt. Diese weisen eine Größe von 1,75 m und ein Gewicht von 78 kg auf. Die Höhenverstellung von Fahrer und Beifahrersitz befinden sich in tiefster Position. Die Sonnenblenden sind eingeklappt. Die Bewertung der Sicherheit erfolgt hauptsächlich über die Messwerte der Dummys. Daneben gibt es weitere Kriterien zur Beurteilung. So gibt es z. B. Punkteabzug, wenn sich harte Strukturen dort befinden, wo die Insassen mit den Knien und Schienbeinen aufschlagen.

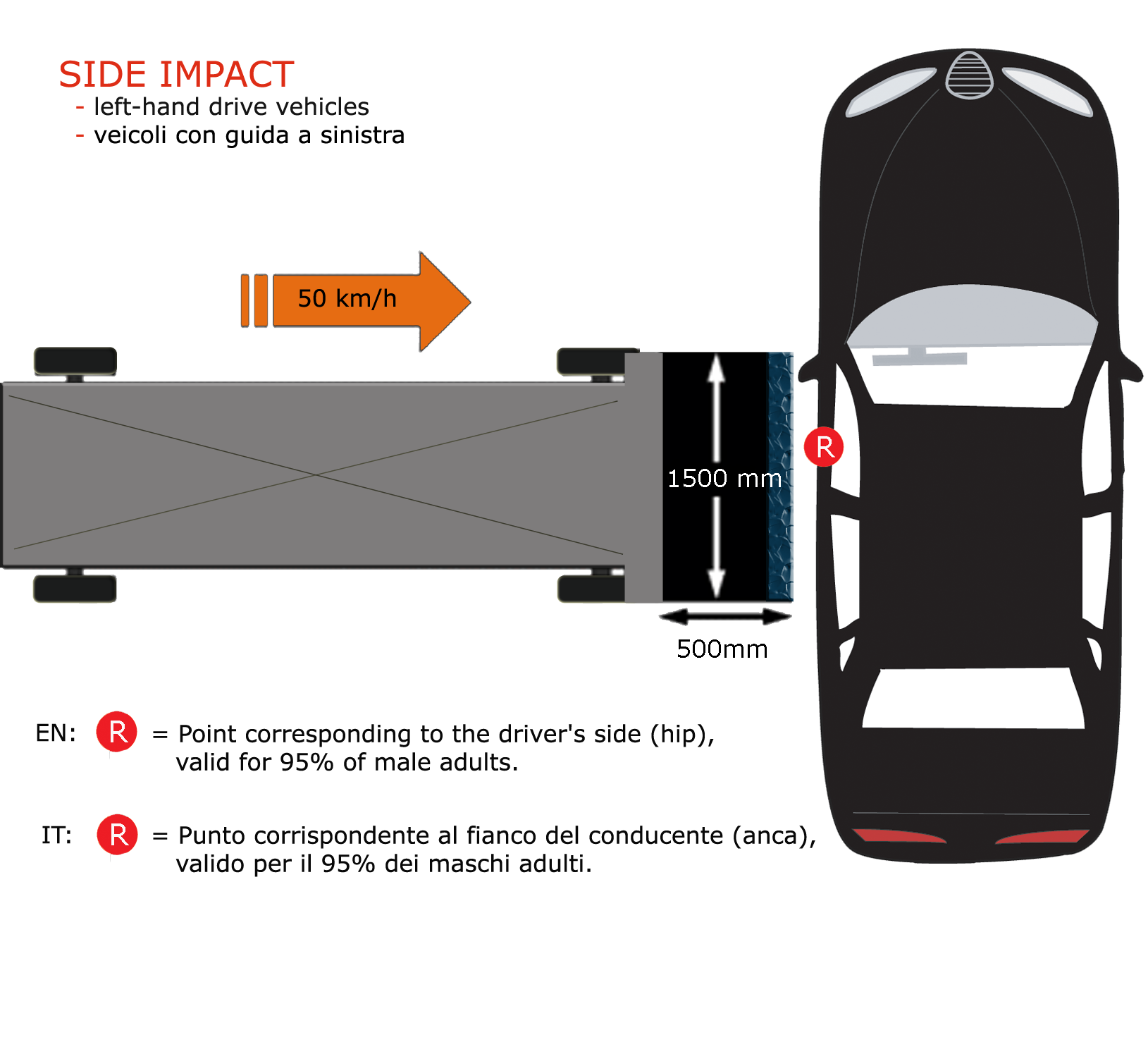
Seitenaufprall (Testkonfiguration bis 2014)

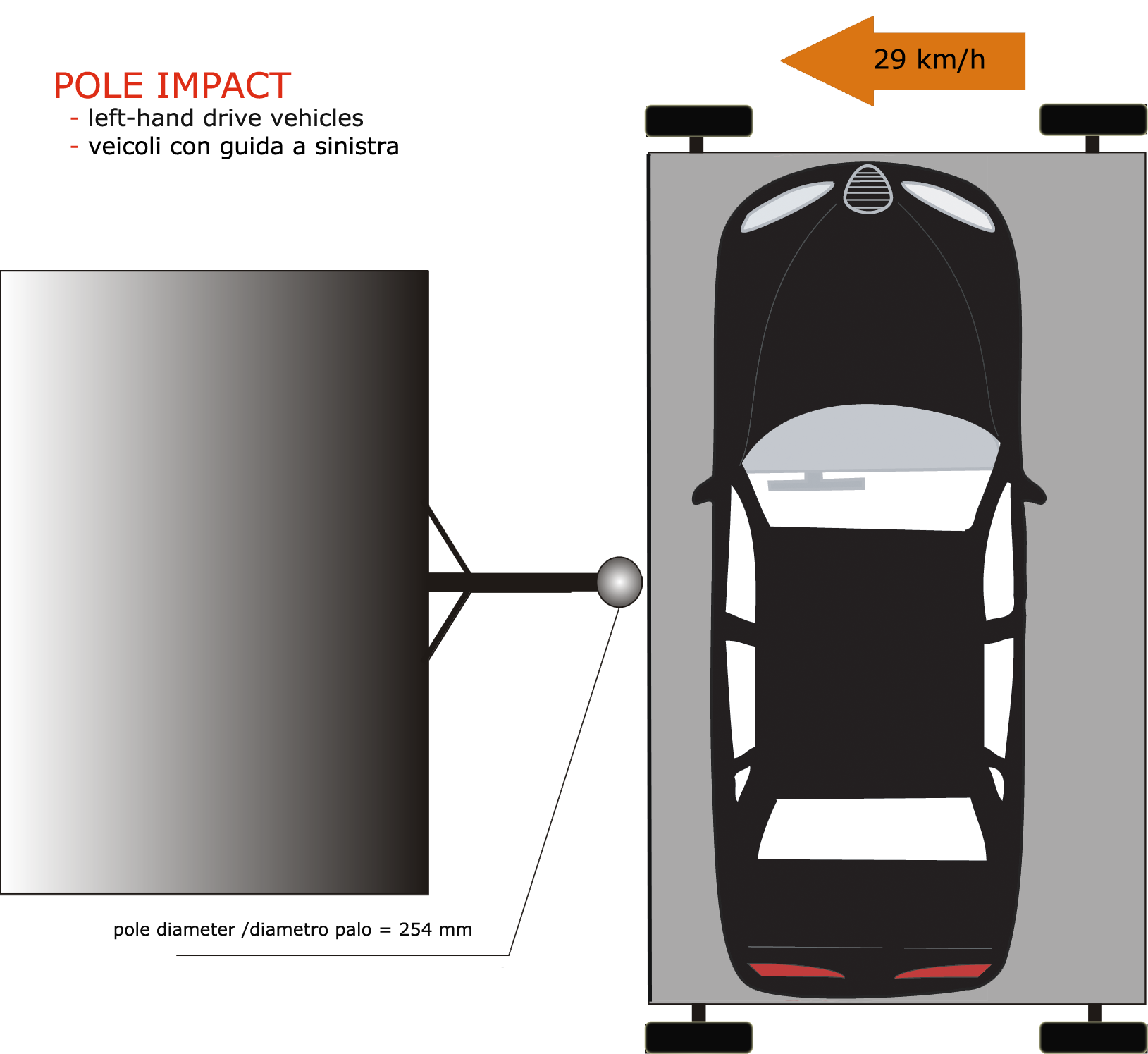
Pfahlaufprall (Testkonfiguration bis 2014)

Beim Full-Width-Frontalcrash prallt das Fahrzeug mit einer Geschwindigkeit von 50 km/h und einer Überdeckung von 100 % auf eine starre Barriere. Auf dem Fahrersitz und einem Rücksitz sitzt jeweils ein HIII 5 % Dummy. Dieser hat eine Größe von 1,52 m und ein Gewicht von 50 kg. Der Test stellt hohe Anforderungen an die Rückhaltesysteme. Es gelten strikte Grenzwerte für die Verzögerungskräfte, die auf den Brustkorb wirken und eine starke Brustkorbverformung verursachen. Dies soll Fahrzeughersteller dazu anhalten, adaptive Rückhaltesysteme zu installieren, um den Test zu bestehen. Seit der neue Test besteht, statten die Hersteller meist auch ihre Rücksitze mit Gurtstraffern und Gurtkraftbegrenzern aus.
Der Fahrzeug-Seitenaufprall, der Aufprall eines anderen Fahrzeugs von der Seite, wird mittels einer deformierbaren Barriere simuliert, die mit 60 km/h gegen die Fahrertür gefahren wird. Die Barriere hat ein Gewicht von 1400 kg. Bis einschließlich des Jahres 2014 hatte diese ein Gewicht von 950 kg.
Der Pfahl-Seitenaufprall, der Aufprall auf einen Baum oder Mast mit der Fahrzeugseite, wird simuliert, indem das Fahrzeug mit 32 km/h gegen einen stabilen Pfahl geschleudert wird. Bis einschließlich des Jahres 2014 betrug die Testgeschwindigkeit 29 km/h.

### Schutz von Kindern
Beim Offset-Frontalcrash und beim Fahrzeug-Seitenaufprall befinden sich auf den Rücksitzen zwei Kinderdummys, die bis einschließlich 2015 ein 18 Monate altes und ein drei Jahre altes Kind simulierten. Von 2003 bis 2012 wurden P-Dummys eingesetzt und von 2012 bis 2015 Q-Dummys. Seit 2016 befinden sich zwei größere Kinderdummys (Q-Dummys), die ein 6-jähriges und 10-jähriges Kind simulieren sollen, auf den Rücksitzen. Es werden vom Fahrzeughersteller angebotene oder empfohlene Kindersitze verwendet. Diesen Test gibt es seit 2003, die Bewertung erfolgt ebenfalls nach Punkten.

### Fußgängerschutz
Hier wird bewertet, welche Verletzungsgefahr die Frontpartie für Fußgänger darstellt.
Durch strengere Vorschriften, die stufenweise seit 2005 und seit 2010 für neue Modelle gelten, sollen Fußgänger bei einem Unfall besser geschützt werden. Auch aktive Systeme haben nach einigen Jahren Entwicklung die Serienreife erlangt. Das sind z. B. Motorhauben, die sich bei einem Unfall automatisch einige Zentimeter anheben und so mehr Deformationsraum bieten. Ein solches System wird beispielsweise in der Mercedes E-Klasse (W213) oder im Volvo S90 (2016) genutzt.
Eine weitere noch wenig verbreitete Technik sind Airbags für den Frontbereich, die beim Aufprall auf einen Fußgänger ausgelöst werden und sich nach außen öffnen, als erstes serienmäßig im Volvo V40 (2012).
Seit 2016 gibt es auch einen Test zur Bewertung des Notbremsassistenten zur Fußgängererkennung.

### Unterstützende Sicherheitssysteme
Die unterstützenden Sicherheitssysteme wurden in den letzten Jahren stark erweitert. Zurzeit fließen das Vorhandensein einer Geschwindigkeitsbegrenzungsanlage (Speed Assistance), eines Warners bei nicht angelegtem Gurt (Seat Belt Reminder) und einer Spurverlassenswarnung (Lane Support) in die Punktebewertung mit ein. Daneben gibt es Tests für eine automatische Notbremsfunktion (AEB Interurban). Seit 2016 fließt das Vorhandensein einer elektronischen Fahrdynamikregelung (ESC) nicht mehr in die Bewertung ein, da ESP inzwischen innerhalb der EU verbindlich vorgeschrieben ist.

### Bedeutung
| Sterne   | Erläuterung |
| -------- | --- |
| 0 Stern  | Erfüllt die Typgenehmigungsnormen, deshalb ist der Verkauf gesetzlich zulässig. Wichtige moderne Sicherheitstechnologie fehlt jedoch. |
| 1 Stern  | Geringer Aufprallschutz und geringfügiger Einsatz von Unfallvermeidungstechnologie                                                    |
| 2 Sterne | Nomineller Aufprallschutz, aber keine Unfallvermeidungstechnologie                                                                    |
| 3 Sterne | Mindestens durchschnittlicher Insassenschutz, aber nicht immer mit der neuesten Unfallvermeidungstechnologie ausgestattet             |
| 4 Sterne | Gute Gesamtnote für Aufprallschutz und allgemeine Sicherheit; zusätzliche Unfallvermeidungstechnologie kann vorhanden sein            |
| 5 Sterne | Hervorragende Gesamtnote für Aufprallschutz und gute Ausstattung mit umfassender und praxisgerechter Unfallvermeidungstechnologie     |

## Protokolle
Die Ergebnisse werden in 15 zunehmend anspruchsvollere Klassen eingeteilt:
- 1997–2002 (Archiv)
- 2003–2007 (Archiv)
- 2008 (Archiv)
- 2009 (Archiv)
- 2010–2011 (Archiv)
- 2012 (Archiv)
- 2013 (Archiv)
- 2014 (Archiv)
- 2015 (Archiv)
- 2016–2017
- 2018–2019
- 2020–2022
- 2023–2025[18]
- 2026–2028[19]
- 2029+

Im Jahr 2024 nutzen viele Autos übermäßig Touchscreens, sodass dies ab 2026 bestraft wird.

## Mitglieder
| Sitz                   | Mitglied                                                                  |
| ---------------------- | ------------------------------------------------------------------------- |
| Vereinigtes Konigreich | Department for Transport (DfT)                                            |
| Deutschland            | Bundesministerium für Digitales und Verkehr (BMVD)                        |
| Niederlande            | Ministerie van Infrastructuur en Milieu (IenM)                            |
| Frankreich             | Ministère de l'Écologie, du Développement durable et de l'Énergie (MEDDE) |
| Luxemburg              | Ministère du Développement durable et des Infrastructures (MDDI)          |
| Spanien Katalonien     | Generalitat de Catalunya                                                  |
| Schweden               | Trafikverket                                                              |
| Vereinigtes Konigreich | International Consumer Research & Testing (ICRT)                          |
| Frankreich             | Fédération Internationale de l’Automobile (FIA)                           |
| Deutschland            | Allgemeiner Deutscher Automobil-Club (ADAC)                               |
| Vereinigtes Konigreich | Thatcham Research                                                         |
| Italien                | Automobile Club d’Italia (ACI)                                            |

## Kritik an Testverfahren und Relevanz
Bei der Fahrzeugkonzeption und Entwicklung werden die verschiedenen Entwicklungsziele festgelegt. Die Erfüllung der Kriterien für die Ratings ist dabei eines der Entwicklungsziele. Die Folge ist eine zielgenaue Entwicklung auf die Anforderungen der Tests hin. Alle Aussagen über Sicherheit gelten daher nur im Rahmen dieser Testbedingungen. Eine geringe Abweichung der Testbedingungen kann zu völlig anderen Ergebnissen führen.
Im Jahre 2012 zeigte sich bei einem durch das Insurance Institute for Highway Safety (IIHS) durchgeführten Crashtest, dass eine Verringerung der Überdeckung von 40 % auf 25 % zu wesentlich schwereren Verletzungen führt. Getestet wurden nur Fahrzeuge, die vorher in einem zu EuroNCAP vergleichbaren Crashtest die Bestnote erhielten. In dem neuen Crashtest mit einer Überdeckung von nur 25 % („small overlap“) erhielten nur 2 der 11 getesteten Fahrzeuge eine gute oder akzeptable Bewertung. Bei allen anderen wäre mit schweren Verletzungen, insbesondere im Beinbereich, zu rechnen gewesen.
Als EuroNCAP im Jahre 1997 die ersten Crashtests durchführte, galt die gewählte Crashtestkonfiguration als innovativ. Es wurde eine deformierbare Barriere verwendet, die einen damaligen Unfallgegner gut darstellte. Gewählt wurde die deformierbare Barriere unter anderem, um die Auslösecharakteristik der Airbags zu überprüfen. In den Anfangsjahren kam es wiederholt zu sehr späten Airbagauslösungen, wie z. B. beim BMW E36. Heute sind die Fahrzeugfronten jedoch wesentlich inhomogener und die Längsträger wesentlich steifer, so dass die gewählte Barriere immer weniger mit dem realen Unfallgeschehen übereinstimmt. Der ADAC führte in den letzten Jahren einige sogenannte Fahrzeugtests bzw. Fahrzeug-Crashtests durch. Dabei zeigte sich, dass bei gleicher Geschwindigkeit das Verletzungsrisiko im Vergleich zum EuroNCAP-Crashtest deutlich ansteigt.
Alle Crashtests des EuroNCAP werden mit Dummys durchgeführt, die maximal 1,75 m groß sind. Die Tests geben daher keine verlässliche Auskunft über das Verletzungsrisiko für größere oder kleinere Personen.
Euro NCAP testet in der Regel entweder nur die Links- oder nur die Rechtslenker-Variante, obwohl diese sich im Crash nicht notwendigerweise gleich verhalten.

Zu beachten ist, dass die Bewertungen auf die jeweilige zugrundegelegte Fahrzeugklasse bezogen sind, weil der Crashtest die Kollision mit einem Fahrzeug ähnlicher Größe simuliert (Kompatibilitätscrash). In der Regel schneiden größere Fahrzeuge bei realen Unfällen besser ab als kleine, da sie oftmals steifere Strukturen oder größere Verformungswege aufweisen. Statistischen Untersuchungen zufolge ist das Risiko, bei einem Autounfall zu sterben, für die Insassen eines leichteren Fahrzeugs höher. Eine Ausnahme sind Geländewagen, die sich durch ihren hohen Schwerpunkt häufiger überschlagen und dadurch eine ähnlich hohe Todesrate wie Kleinwagen haben.

## Green NCAP
Green NCAP ist eine unabhängige Initiative zur Förderung der Entwicklung von Fahrzeugen, die sauber und energieeffizient sind und generell die Umwelt so wenig wie möglich belasten. Organisatorisch ist Green NCAP dem EURO NCAP zugeordnet und wird von diesem unterstützt.
Zur Information der Verbraucher erstellt Green NCAP Bewertungen von Fahrzeugen, die mit der Vergabe von bis zu fünf Sternen verbunden ist. Hierbei stehen fünf Sterne für geringstmöglichen Energieverbrauch und Umweltbelastung, null Sterne bedeutet, dass die gesetzlichen Mindestanforderungen eingehalten werden. In die Bewertung gehen nicht nur die Werte der Typgenehmigung mit ein, vielmehr sollen realitätsnahe Testprozeduren aussagekräftige Erkenntnisse liefern. Dazu gehören nicht nur Laboruntersuchungen, sondern auch das Fahren auf der Straße, mit Nutzlast und bei niedrigen Temperaturen.
Außerdem erstellt Green NCAP Lebenszyklusanalysen von Fahrzeugen. Auf der Website von Green NCAP können verschiedene Modelle hinsichtlich Primärenergieverbrauch und Treibhausgasemission miteinander verglichen werden.
Geprüft und bewertet werden die Fahrzeugmodelle von einem Konsortium, das sich aus Vertretern zahlreicher europäischer Institutionen rund um das Automobil zusammensetzt. Mitglieder sind beispielsweise: ADAC, Automobilclub von Italien, Bundesanstalt für Straßenwesen, Bundesministerium für Digitales und Verkehr, Dekra, Department for Transport (UK), EMPA, Fédération Internationale de l’Automobile, Institut für Fahrzeugantriebe und Automobiltechnik (Österreich), Kraftfahrt-Bundesamt, Österreichischer Automobil-, Motorrad- und Touring Club, Touring Club Schweiz.
Die Testverfahren sind in hohem Maße an den Ecotest des ADAC angelehnt.

## Vergleichbare Programme
- ANCAP (Australien)[31]
- ASEAN NCAP (Südost-Asien)[32]
- Bharat NCAP (Indien)[33]
- C-NCAP (China)[34]
- IIHS-HLDI (USA)[35]
- JNCAP (Japan)[36]
- KNCAP (Südkorea)[37]
- Latin NCAP – The New Car Assessment Programme for Latin America and the Caribbean (Lateinamerika, Karibik und Südamerika)[38]
- US NCAP (USA)[39]